# Kyjov (Krásná Lípa)

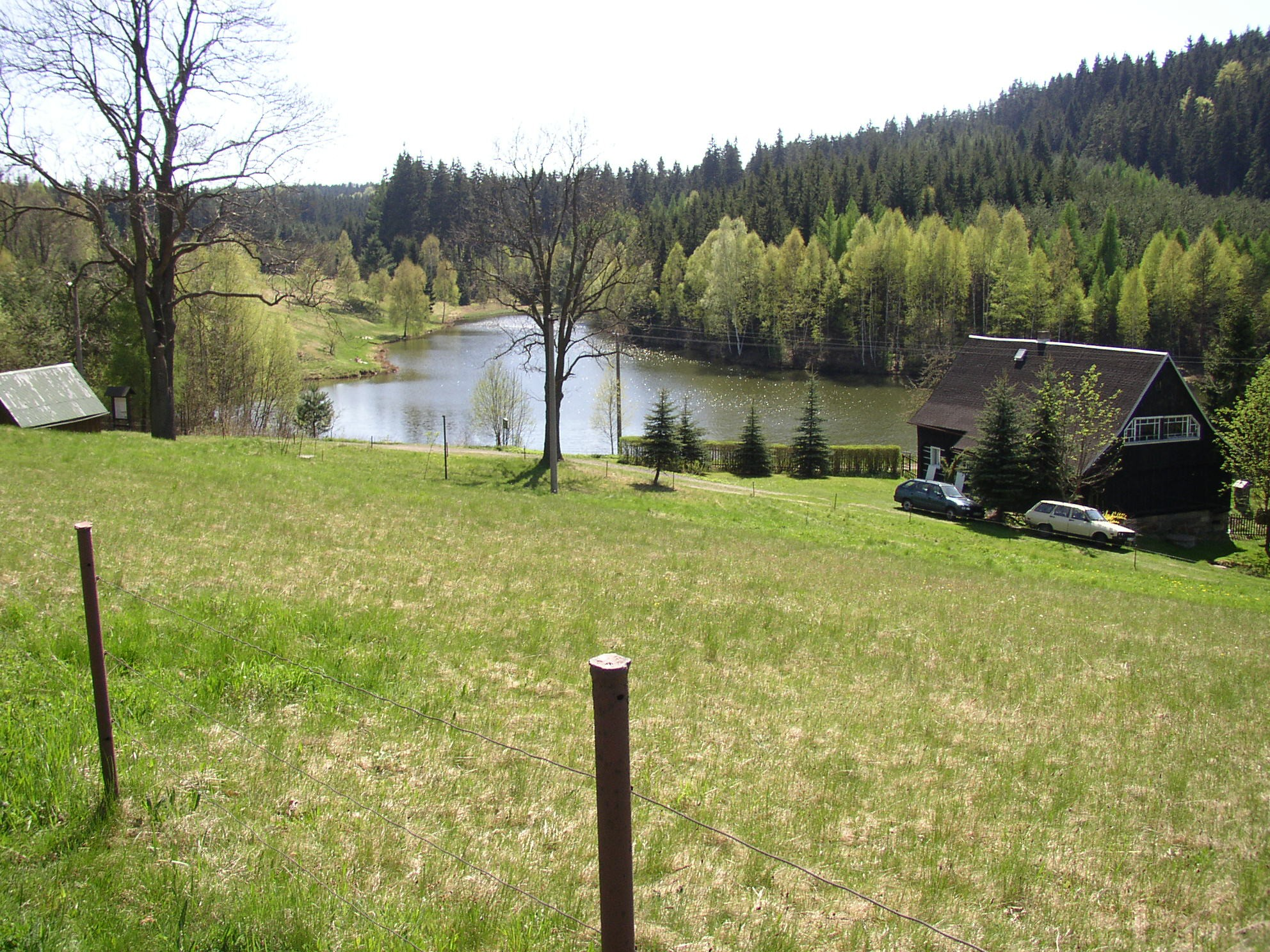

Kyjov (deutsch Khaa) ist ein Ortsteil von Krásná Lípa im Okres Děčín in Tschechien. Der Ort liegt am westlichen Rand des Böhmischen Niederlands. 

## Geographie
Die Streusiedlung befindet sich am Ostrand der Böhmischen Schweiz in 361 Metern über HN. Das 3,5 km westlich von Krásná Lípa gelegene Dorf liegt am Oberlauf der Kirnitzsch (Křinice) und im Tal des einmündenden Goldwassers (Sýrový potok). Nordöstlich zwischen Kyjov und Dlouhý Důl (Langengrund) quert die Lausitzer Verwerfung das Kirnitzschtal. Westlich des Dorfes beginnt das Kyjovské údolí (Khaatal), die tief eingeschnittene Schlucht der Kirnitzsch. Hier führt ein Radweg über die Grenze nach Hinterhermsdorf. Im Osten liegt die Ortschaft Hely (Nassendorf) und im Süden erhebt sich der 548 m hohe Vápenný vrch (Maschkenberg).

## Geschichte
In einer Karte von Georg Oeder aus dem Jahre 1571 ist erstmals der Flurname In der Kawe verzeichnet. Eine Besiedlung bestand zu dieser Zeit nicht. An der Stelle des heutigen Dorfes wurden nach 1654 die ersten Häuser errichtet. Einer der ersten Siedler in der Kawe war der Weber und Kräutersammler Christoph Riedel, der sich 1660 hier niederließ und 1666 verstarb.
Im 17. und 18. Jahrhundert erfolgten einige Bergbauversuche. Hauptsächlich lebten die Bewohner von der Holzfällerei und Flößerei, der Flachs- und Baumwollspinnerei sowie der Weidewirtschaft. Entlang der Kirnitzsch und des Goldwassers wurden zahlreiche Mahl- und Sägemühlen betrieben, von denen die sagenumwobene Dixmühle, die bekannteste war. Im 19. Jahrhundert entstand eine Zwirnfabrik und die Einwohnerzahl in Khaa einschließlich des Ortsteils Kalkofen (Vápenka) wuchs auf 500. Ab Mitte des 19. Jahrhunderts bildete Khaa eine Gemeinde im Gerichtsbezirk Rumburg.
1884 gründete sich der Gebirgsverein für das Khaathal, der die touristische Erschließung dieses landschaftlichen Kleinods betrieb, Felsaufstiege schuf und Aussichtspunkte einrichtete.
1977 wurde der Sýrový potok gestaut und der 6 ha große Kyjovský rybník entstand. An der Talsperre befindet sich ein Campingplatz. 1991 hatte der Ort 22 Einwohner. Im Jahre 2001 bestand das Dorf aus 47 Wohnhäusern, in denen 21 Menschen lebten.

## Kultur und Sehenswürdigkeiten
- zahlreiche Umgebindehäuser
- Kirnitzschtal, hier Kyjovské údolí (Khaatal) genannt, mit dem Felsenpfad von Khaa
- Reste der Felsenburg Kyjovský hrádek (Oberer Karlstein) über dem Khaatal
- Weinkeller (Vinný sklep), Felsenhöhle im Khaatal
- Feenhöhle (Jeskyně víl) im Khaatal, im Winter mit vielen Eiszapfen
- Am Eingang zum Khaatal befindet sich die Gedenktafel für die 1990 ermordeten und an der Erschließung und Erforschung des Tals verdienstvollen Gebrüder Franz und Eduard Bienert aus Šluknov